# شدت‌افزای تصویر

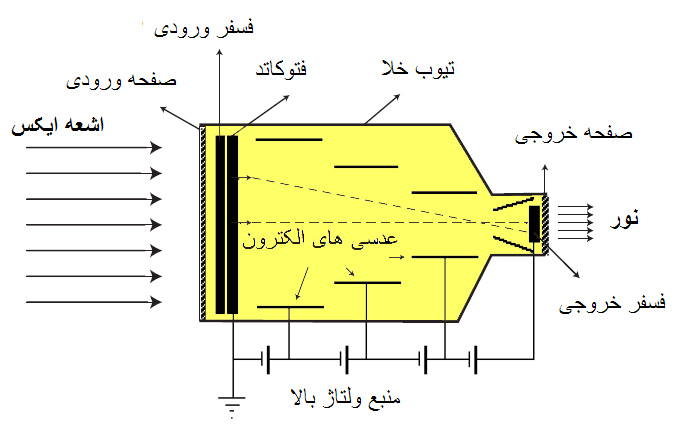
آناتومی یک دستگاه تقویت تصویر

شدت‌افزای تصویر (به انگلیسی: Image intensifier) یا دستگاه تقویت تصویر دستگاهی است که پرتوهای ایکس عبوری از بیمار را در یک سامانهٔ فلوئوروسکپی تقویت و نمایان می‌کند.
از نوعی مشابه از این دستگاه‌ها در دوربین‌های شب‌بین نیز استفاده می‌شود.

## اجزای تشکیل دهنده
این دستگاه که در سال‌های ۱۹۵۰ ابداع گردید، بکمک فسفر ورودی، فتوکاتد، عدسی‌های الکتروستاتیک، آندهای شتابگر، و فسفر خروجی داخل یک محفظه خلأ، تصویری ایجاد می‌کند که به اندازه کافی روشن و قابل رویت و ثبت است.
فسفر گیرنده (ورودی) دستگاه‌های تقویت تصویر معمولاً از جنس یدور سدیم است. فسفر برون‌ده (خروجی) از جنس سولفور روی کادمیم (ZnCdS:Ag) است و نور سبزی را تولید می‌کند.
قطر این دستگاه‌ها تا ۵۷ سانتیمتر هم ساخته می‌شود. اقسام بزرگ این دستگاه نواحی پهن‌تر بدن همانند سینه و ابدومینال را تصویرگیری کرده در حالیکه اقسام کوچک‌تر این دستگاه با قدرت تفکیک بالاتری توانایی عکسبرداری از نواحی کوچک‌تری مثل قلب را دارند.

## نحوه کار و عملکرد
فسفر ورودی که معمولاً بین ۲۰۰ تا ۴۰۰ میکرومتر ضخامت دارد، پرتوهای اشعه ایکس را جذب نموده و قسمت اعظم آن را به صورت فوتون‌های نوری انتقال می‌دهد. فتوکاتد این فوتون‌ها را به فتوالکترون تبدیل می‌کند. آند، که با پتانسیلی بین ۲۵–۳۵ کیلوالکترونولت کار می‌کند، فتوالکترون‌ها را شتاب داده و بکمک عدسی الکترواستاتیکی بر روی فسفر خروجی متمرکز می‌سازد که خود به نوبت فوتون‌های قابل رویت زیادی را تولید می‌کنند. بدینسان الگوی اشعه ایکس ورودی به الگوی نوری پر شدت کوچکسازی و تقویت می‌گردد.
تقویت روشنایی (Brightness Gain) سیستم عبارت است از حاصلضرب تقویت کوچکنمایی (Minification Gain) در تقویت فلو (Flux Gain).
ویژگی‌های مهم در ارزیابی فلوروسکوپی با تقویت تصویر شامل کنتراست، واماندگی(lag)، و اعوجاج (distortion) است.